# Enrico Rampini

Kardinalswappen Enrico Rampinis

Enrico Rampini (* um 1390 in Tortona; † 4. Juli 1450 in Rom) war Erzbischof von Mailand und Kardinal. Man nannte ihn auch den Kardinal von Mailand.

## Leben
Über Rampinis frühes Leben ist wenig bekannt. Er gehörte in jungen Jahren zum Klerus von Tortona und wurde 1413 auch Bischof seines Heimatbistums. 1435 übernahm er den Bischofsstuhl von Pavia, ehe er im August 1443 Erzbischof von Mailand wurde. Rampini tat sich besonders in der Armenfürsorge hervor, weswegen er den Namen Vater der Armen bekam. Am 16. Dezember 1446 nahm Papst Eugen IV. Rampini, der dem Mailänder Herrscherhaus der Visconti nahestand, als Kardinalpriester von San Clemente ins Kardinalskollegium auf. Nach seiner Teilnahme am Konklave von 1447, welches Nikolaus V. zum neuen Pontifex wählte, war Rampini päpstlicher Legat in der Lombardei. In den Jahren 1447 bis 1449 reiste der Kardinal oft zwischen Mailand und Rom hin und her. 1450 hielt er sich anlässlich des Heiligen Jahres wieder in Rom auf, wo er auch starb. Er wurde in seiner Titelkirche San Clemente beigesetzt.